# Valmy
Valmy település Franciaországban, Marne megyében. Lakosainak száma 240 fő (2022. január 1.). Valmy Auve, Braux-Sainte-Cohière, La Chapelle-Felcourt, La Croix-en-Champagne, Dommartin-Dampierre, Dommartin-sous-Hans, Gizaucourt, Hans, Maffrécourt, Saint-Mard-sur-Auve és Somme-Bionne községekkel határos.

## Népesség
A település népessége az elmúlt években az alábbi módon változott:
| Lakosok száma | 291  | 290  | 290  | 276  | 298  | 294  | 294  | 303  | 282  | 240  |
|               | 1968 | 1982 | 1990 | 2006 | 2013 | 2015 | 2017 | 2019 | 2020 | 2022 |